# IAI Nammer
Israeli Aircraft Industries Nammer (heb. נמר, tigar) je izraelski jednomotorni borbeni avion namijenjen isključivo izvozu.

## Razvoj
Kao osnova za razvoj Nammera uzet je Kfir C7. Projektantima je najveći izazov bio napraviti stražnji dio trupa u koji će se moći smjestiti dva potpuno različita turbomlazna motora. Naime, kupcima su namjeravali ponuditi dvije opcije. Jednu bi pokretao američki motor General Electric F404, koji se rabi u američkom palubnom višenamjenskom borbenom avionu F/A-18 Hornet i švedskom Gripenu.

Da bi se povećao broj potencijalnih kupaca, ali i izbjegao američki veto na prodaju, druga opcija je bio francuski motor SNECMA Atar. Taj se motor ugrađivao u gotovo sve francuske borbene avione razvijene tijekom pedesetih, šezdesetih i početkom sedamdesetih godina prošlog stoljeća. Problem je bio u tome što je F404 dugačak 3,912 m, a Atar 5,9 m. Promjer F4040 je 889 mm, a Atar točno jedan metar. Ni razlika u masi nije bila zanemariva jer F404 teži 1036 kg, a Atara 1582 kg. S uključenim sustavom za naknadno izgaranje F404 daje 78,7 kN, a Atar 70,6 kN potiska. Tako je Nammer bio jedinstveni borbeni avion, od početka projektiran kako bi mogao rabiti dva potpuno različita motora.

## Opis
Kako bi se prilagodio potrebama kupaca, Nammer su namjeravali opremati s dva radara. Ako bi avion rabili ponajviše za napade na ciljeve na zemlji, mogli su izabrati radar Elta EL/M-2011, a ako bi se avion pretežno rabio kao lovac, onda su kupci mogli dobiti radar EL/M-2032. No, kako je tekao razvoj radara EL/M-2032, IAI je zaključio da je bolje ponuditi ga isključivo s tom opcijom.

Izvorno se EL/M-2032 razvijao za izraelski višenamjenski borbeni avion Lavi, pa je s vremenom dobio i mogućnost otkrivanja ciljeva na zemlji i na površini vode. S obzirom na to da mu je doseg otkrivanja ciljeva u zraku veći od 145 km, ovaj radar omogućava i uporabu dalekodometnih projektila zrak-zrak s poluaktivnim ili aktivnim radarskim navođenjem. Ciljeve na površini vode otkriva na udaljenosti većoj od 290 km. Zahvaljujući radaru EL/M-2032 Nammer bi postao pravi višenamjenski borbeni avion.
Da bi cijeli avion uskladili s mogućnošću radara, stručnjaci IAI-a su odlučili da je motor Atar zastario te da treba promijeniti ponudu. Tako su uz General Electricov F404 ponudili SNECMA M53, ali i Pratt & Whitneyev PW1120. SNECMA M53 razvijen je za uporabu na francuskom lovcu Mirage 2000. U odnosu na Atar ima znatno veći potisak (64 kN "suhi" i 95 kN s naknadnim izgaranjem). Povrh toga dimenzije su mu u odnosu na Atar manje (dužina mu je 5070 mm, a promjer 796 mm). Iako ima znatno veći potisak, masa M53 je 1515 kg, za razliku od Atarovih 1582 kg. Pratt & Whitneyev PW1120 uvršten je u ponudu zato što je odabran za ugradnju u Lavi. Kako nije ugrađivan ni u jedan drugi borbeni avion, zapravo ni u jedan avion, teško da bi se za njega odlučio bili koji kupac, osim izraelskoga ratnog zrakoplovstva, koje pak uopće nije htjelo Nammer.
Nammer su naoružali s dva DEFA topa kalibra 30 mm, te je mogao ponijeti 6270 kg naoružanja. Ovisno o željama kupca, avion se mogao prilagoditi uporabi širokog spektra naoružanja, jer je radar EL/M-2032 od početka prilagođen za izraelske, ali i američke projektile zrak-zrak. Ovisno o željama kupca, IAI je bio spreman uvesti u naoružanje i sve vrste vođenih projektila zrak-zemlja, te protubrodskih vođenih projektila.

## Prekid programa
Prvi je prototip prvi put poletio 21. ožujka 1991. Početna cijena je bila 20 milijuna američkih dolara, a IAI je objavio da će započeti sa serijskom proizvodnjom čim prikupi narudžbi za najmanje 80 aviona.

Američkim se proizvođačima (a ni europskim) nije svidjela ideja da se na tržištu pojavi jeftini višenamjenski borbeni avion koji će rabiti njihove motore, pa su političkim pritiskom kod izraelske vlade uspjeli ishodovati prekid programa. Danas se u stručnoj literaturi u pravilu nalaze tvrdnje da IAI jednostavno nije uspio skupiti dovoljan broj narudžbi, no ostaje činjenica da prava prodajna kampanja nikad i nije bila napravljena. 

## Tehničke karakteristike
Osnovne karakteristike
- posada: 1
- dužina: 16 m
- raspon krila: 8,22 m
- površina krila: 34,8 m2
- visina: 4,55 m

Letne karakteristike
- najveća brzina: 2.350 km/h
- dolet: ~1.382 km
- najveća visina leta: 17.700 m

Naoružanje
- naoružanje: 2 x 30 mm DEFA topa
6270 različitog naoružanja